# Рахисхизис
Рахисхизис или рахишиз (лат. rachischisis, от др.-греч. ῥάχις — «позвоночник» и σχίσις — «расщепление») — расщелины позвонков в менингоэнцефалоцеле, несмыкание нервной трубки по всей длине недоразвитого спинного мозга. Тяжёлая форма сопровождается несращением прилежащей ткани (в том числе и кожи). Относится к врождённым порокам развития ЦНС.

## Факторы риска
Если брат или сестра плода поражены рахисхизисом, существует повышенный риск развития этого заболевания у другого ребенка. Существует также несколько более высокая вероятность того, что у женщин заболевание разовьется по сравнению с мужчинами. 
Дефицит фолиевой кислоты также является общепризнанным фактором риска всех дефектов нервной трубки, включая рахисхизис. Именно по этой причине было разработано множество политик здравоохранения в отношении фолиевой кислоты во время беременности. 